# 有吉家
有吉家（ありよしけ）は、宇多源氏佐々木氏庶流と称した武家・士族・華族だった家。江戸時代には肥後国熊本藩主細川家の家老家で、維新後には士族を経て華族の男爵家に列した。

## 歴史
宇多源氏佐々木氏の末裔と称し、戦国時代には丹波国三河内城の土豪だった。立英の代に細川元有に仕えるようになり、立行の代に有吉を称するようになり、細川忠興に仕えて1万5500石を領するようになった。江戸時代には1万8000石を知行して松井家、米田家と並ぶ肥後国熊本藩家老三家の一つとなった。
幕末維新期の当主立武は、維新後に士族に列した。明治17年（1884年）に華族が五爵制になった際に定められた『叙爵内規』の前の案である『爵位発行順序』所収の『華族令』案の内規（明治11年・12年ごろ作成）や『授爵規則』（明治12年以降16年ごろ作成）では旧万石以上陪臣が男爵に含まれており、有吉家も男爵候補に挙げられているが、最終的な『叙爵内規』では旧万石以上陪臣は授爵対象外となったためこの時点では有吉家は士族のままだった。
明治15年・16年ごろ作成と思われる『三条家文書』所収『旧藩壱万石以上家臣家産・職業・貧富取調書』は、当時の当主有吉虎若について旧禄高1万8500石、所有財産と貧富景況は空欄になっており、職業は無職と記されている。
明治33年（1900年）5月9日に旧万石以上陪臣家の叙爵が開始されたが、有吉家は華族の体面を維持するのに必要とされた年間500円以上の収入を生じる財本がなかったらしく、旧万石以上陪臣家の中では叙爵が遅れた。明治39年（1906年）9月17日に至って500円以上を生じる財本を確立したとして男爵に叙されている。
立生の代に有吉男爵家の邸宅は京都市伏見区桃山町泰長老にあった。